# August Stolberg
Adam Friedrich Wilhelm August Stolberg (* 1. Mai 1864 in Nordhausen am Harz; † 15. Mai 1945 ebenda) war ein deutscher Kunsthistoriker, Geograph, Meteorologe, Polarforscher und Museumsleiter in Nordhausen.

## Leben

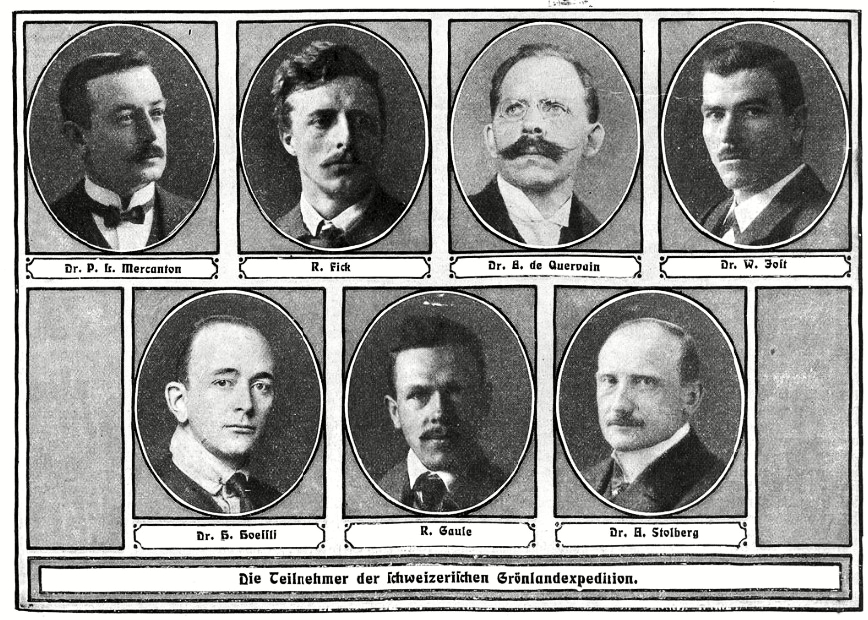
Die Teilnehmer der Schweizerischen Grönlandexpedition

August war der Sohn eines Nordhäuser Branntweinfabrikanten und besuchte bis 1885 das Gymnasium in Nordhausen. Er arbeitete nach dem Schulbesuch als Kunst und Buchhändler in München und leistete seinen Militärdienst ab. Anschließend studierte er Kunstgeschichte in München sowie in Zürich, Bern und Straßburg. Nebenbei nahm er an Vorlesungen in Geographie und Geophysik teil. 1888 fotografierte er im Auftrag des Kunstführers Dehio die Kathedralen von Frankreich. Nach dem Studium arbeitete er an der Universität Straßburg als wissenschaftlicher Hilfsarbeiter im meteorologischen Landesdienst für Elsaß-Lothringen. 1904 promovierte er in Bern mit „Tobias Stimmer, sein Leben und sein Werk“.
Um 1900 arbeitete Stolberg im Meteorologischen Landesdienst von Elsaß-Lothringen, dessen Direktor Hugo Hergesell war. Mit ihm unternahm Stolberg wissenschaftliche Freiballonfahrten. Beide überflogen am 12. Mai 1900 als Erste von Friedrichshafen aus im Ballon die Zugspitze und landeten in Tirol. 1906 redigierte er die Illustrierten Aeronautischen Mitteilungen, eine „Fachzeitschrift für alle Interessen der Flugtechnik mit ihren Hilfswissenschaften, für aeronautische Industrie und Unternehmungen“. In den Jahren 1907 bis 1913 nahm er an zahlreichen Grönland-Expeditionen teil. Der Stolberg og Jost Nunatak in Kong Christian IX Land ist nach ihm und Wilhelm Jost (1882–1964) benannt.

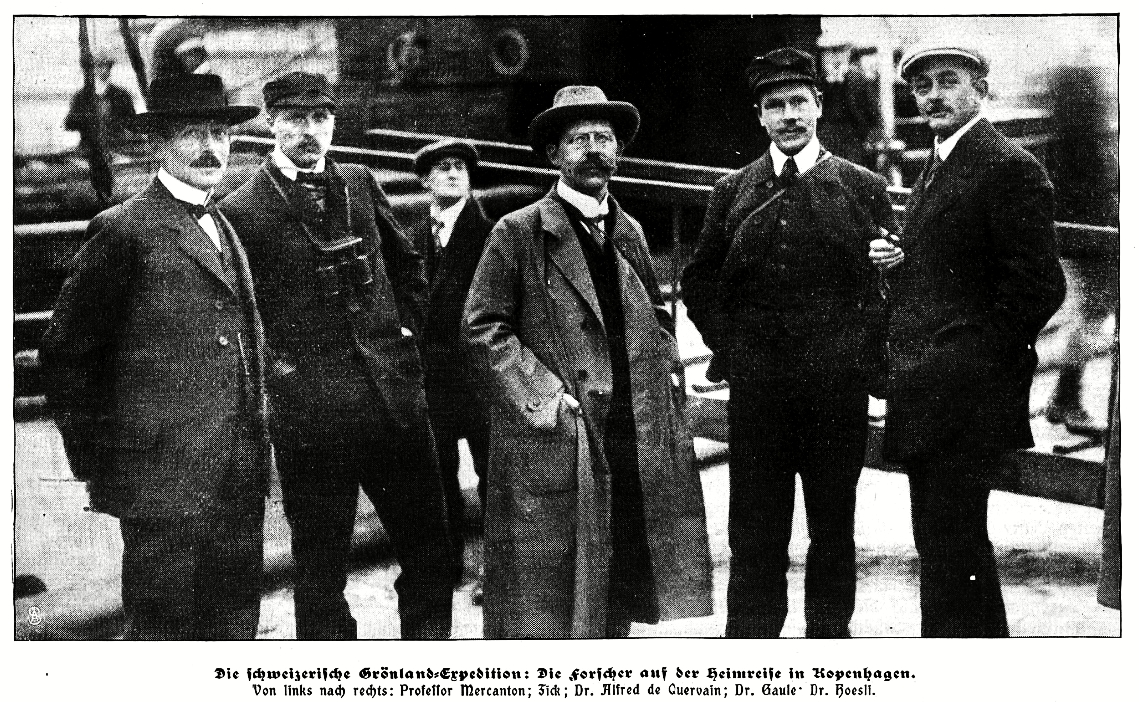
Die Schweizerischen Grönlandexpedition auf der Heimreise in Kopenhagen

Bis 1914 war Stolberg in Straßburg auch als Privatdozent tätig. Während des Ersten Weltkrieges war er als Meteorologe in Lemberg, Cholm und zeitweise auf dem Brocken eingesetzt. 1922 übernahm er die Leitung des Alten Museums in Nordhausen. Als sein Sohn Friedrich Stolberg, der 1935 Museumsleiter wurde, 1939 nach Berlin zog, übernahm er erneut die Leitung des Museums bis 1945.
Nach dem Tod seiner Frau Luise zog er 1945 in ein Altenheim in Nordhausen. Dort verstarb er zwei Wochen nach seinem 81. Geburtstag. Seine Ruhestätte befand sich auf dem nicht mehr existierenden Alten Friedhof in der Leimbacher Straße.
Stolberg war Mitglied im Bildungsverein, im Verein für Wissenschaft und Bildung bzw. im Nordhäuser Geschichts- und Altertumsverein.
Zusammen mit seinem Sohn Friedrich bearbeitete er die Bau- und Kunstdenkmäler der Stadt für die zweibändige Festschrift Das tausendjährige Nordhausen. Eine Gedenktafel am Wohnhaus von August Stolberg, Bahnhofstraße 19, gestiftet vom Nordhäuser Geschichts- und Altertumsverein, wurde 2005 angebracht.

## Familie
1891 heiratete er Luise Werther (1868–1943) aus Nordhausen. 1882 wurde Sohn Friedrich Stolberg (1892–1975) geboren, der als Architekt und Speläologe tätig war.

## Werke
- Die astronomische Münsteruhr zu Straßburg, 1898.
- Tobias Stimmer, sein Leben und seine Werke, mit Beiträgen zur Geschichte der deutschen Glasmalerei im 16. Jahrhundert, 1901.
- mit Alfred de Quervain und Paul Louis Mercanton: Quer durchs Grönlandeis. München: Reinhardt, 1914.
- Durch die Vogesen. Straßburg i. E. : Schweikhardt, 1917.
- Haus- und Handwerksaltertümer im städtischen Museum. Nordhausen: Magistrat, Stadtschulamt, 1926.
- Menschen gegen Meer-Riesen. Vor 25 Jahren auf Haifang und Waljagd. Nordhausen: Müller, 1938.
- Eine Luftfahrt mit Hugo Gergesell, Leipzig 1929.
- Persönliches von Zeppelin. Erinnerungen an den Grafen und unveröffentlichte Briefe ; eine Jubiläumsschrift. Nordhausen: Müller, 1938.

### Beiträge
- Bilder aus Grönland. In: Velhagen & Klasings Monatshefte. Jg. 22 (1907/08), Bd. 2, Heft 10, Juni 1908, S. 577–589.
- Nordhausen. Eine Umschau vom Petriturm. In: Der Harz, Juli 1924, S. 362–364.
- Der Waffensaal. In: Museum der Stadt Nordhausen, Die geschichtlichen und kulturgeschichtlichen Sammlungen, Nordhausen 1925, S. 22–31.
- Haus- und Handwerksaltertümer. In: Museum der Stadt Nordhausen, Die geschichtlichen und kulturgeschichtlichen Sammlungen, Nordhausen 1925, S. 38–54.
- mit Friedrich Stolberg: Die Bau- und Kunstdenkmäler der Stadt Nordhausen. In: Das tausendjährige Nordhausen, Bd. II, Nordhausen 1927, S. 515–613.
- Nordhäuser Martinifeier am 10. November 1816 in Paris. In: Der Harz, Mai 1927, S. 87.
- Kunstgeschichte Nordhausens. In: Festschrift zur Jahrtausendfeier, Nordhausen 1927, S. 85–94.
- Grönland, Bilder und Erlebnisse. In: Westermanns Monatshefte, Bd. 112, I Heft 668, S. 241–256.
- Nordhausen – die kulturelle Hauptstadt Nordthüringens und des Südharzes. In: Der Harz, September 1929, S. 146f.